# 日本海 (列車)
日本海（にほんかい）は、かつて大阪駅 - 青森駅間を東海道本線・湖西線・北陸本線・信越本線・羽越本線・奥羽本線（日本海縦貫線）経由で運行されていた寝台特別急行列車である。

## 概要
特急「日本海」は、大阪と青森を結ぶ急行列車として1947年7月に運転を開始し、1950年11月に「日本海」と名付けられた。その後1968年に特急列車化されている。
京阪神と東北地方を結ぶ列車としては、1924年7月31日の羽越本線全通時に、神戸 - 青森間で運転を開始した急行列車が最初である。
利用客の減少や車両老朽化のため、2012年3月17日ダイヤ改正で定期運行が終了した。定期運転最終列車の寝台券は発売開始後、下り（青森行き）は15秒、上り（大阪行き）は10秒で完売した。
定期運行が終了して以降は臨時列車として、ゴールデンウィークなど多客期のみに運転されるとされていたが、2013年春季以降は運行の設定がされていない。JRからは存廃についての確定的な発表等はないほか、同年1月の時点ではJR東日本は存廃について検討中としていた。しかし、その後も「日本海」は設定されておらず、現時点では2013年1月6日が運行最終日となっている。
但し、最後に定期列車・2012年度の臨時列車で使用されていた24系客車の青森車両センター分や「あおもり」・「東北夏祭り」で使用されていた583系電車が全車運行終了（事実上の廃車状態）となっていることから、臨時列車の運行に限っても、最終運行時と同じように実施するのは困難と言える。このことから、一部の書籍では「廃止」と明記されている。

## 運行概況
臨時列車化後のダイヤは下り列車が、大阪駅20:38発、青森駅12:42着となる。上り列車の青森駅発車時刻は、16:21発となるが、大阪駅の到着は定期列車時代と同じ10:27となる。このため、定期列車時代に比べて下り列車は1時間、上り列車は3時間ほど所要時間が長くなる。新青森駅への停車が臨時列車化と同時になくなった。また、一部区間で実施していた立席特急券や指定席特急券での乗車取り扱いも廃止された。

### 停車駅
大阪駅 - 新大阪駅 - 京都駅 - 敦賀駅 - 福井駅 - 加賀温泉駅 - 金沢駅 - 高岡駅 - 富山駅 - 魚津駅 - 糸魚川駅 - 直江津駅 - 新津駅 - 鶴岡駅 - 酒田駅 - 羽後本荘駅 - 秋田駅 - 東能代駅 - 鷹ノ巣駅 - 大館駅 - 大鰐温泉駅 - 弘前駅 - 青森駅 （- 木古内駅 - 函館駅）

### 使用車両・編成
機関車はJR西日本の敦賀地域鉄道部に所属するEF81形機関車が、客車はJR東日本の青森車両センターに所属する24系客車7両編成（うち1両は電源・荷物車）が使用されている。座席はすべて開放式2段式B寝台となる。EF81形は上り列車の敦賀駅で交換される。
なお、EF81形は日本海の運転日前に予め2両が青森車両センターへ重連で回送され、1シーズンの運転すべてが終了すると同様に2両が重連で敦賀まで返却回送される。

### 担当乗務員区所
運転士は自社線内を担当していた。
- 車掌は、JR西日本の大阪車掌区が担当していた[13]。

## 定期列車時代の運行概況
運転開始当初は1往復で米原駅を経由していたが、1975年3月に湖西線が開業したことによって同線を経由するようになり、同時に2往復体制となった。1988年3月には青函トンネルが開業したことにより、うち1往復が函館駅まで運転されるようになったが、2006年3月には函館駅乗り入れが廃止され、2往復とも大阪 - 青森間の運転に変更され、2008年3月に利用者の減少により1往復が廃止された。
比良おろしによる強風規制で湖西線の運転を見合わせている場合、米原駅経由で迂回運転が行われていた。また、冬季を中心に日本海沿岸を走る信越本線、羽越本線などの一部区間で強風や雪害の被害に遭いやすく、運休や大幅な遅延が発生することがあった。
2012年3月16日に大阪駅を始発とする定期運転最終列車の青森行きは所要時間が約4時間長くなっていた（8:45着 → 12:42着）。

### 停車駅
大阪駅 - 新大阪駅 - 京都駅 - 敦賀駅 - 福井駅 - 加賀温泉駅 - 金沢駅 - 高岡駅 - 富山駅 - 魚津駅 - 糸魚川駅 - 直江津駅 - 新津駅 - 鶴岡駅 - 酒田駅 - 羽後本荘駅 - 秋田駅 - 東能代駅 - 鷹ノ巣駅 - 大館駅 - 大鰐温泉駅 - 弘前駅 - 青森駅
2008年3月14日までは、加賀温泉駅・魚津駅・糸魚川駅・大鰐温泉駅は1・4号のみ停車、新津駅は1号 - 3号が、また、上記の停車駅のほか、2・3号は村上駅・あつみ温泉駅・象潟駅・八郎潟駅にも停車していた。
2010年12月4日から定期運転終了まで、東北新幹線八戸 - 新青森間開業に伴い、新青森駅にも停車するようになった。
函館乗り入れ時（1988年～2006年）は木古内駅・函館駅にも停車。

### 使用車両・編成

#### 機関車
機関車は、全区間でJR西日本の敦賀地域鉄道部敦賀運転センター車両管理室に所属するEF81形電気機関車が牽引する。「トワイライトエクスプレス」色の機関車が運用される場合もある。かつては、秋田 - 青森間でED75形が使用されたことがあるほか、羽越本線・奥羽本線の電化完成前、湖西線開業前にはDD51形・EF70形・EF65形・EF58形などが使用されたことがある。

#### 客車
客車はJR東日本の青森車両センターに所属する24系客車が使用されていた。2008年3月14日までは2往復体制で運行しており、1・4号がJR西日本の宮原総合運転所に所属する24系客車で、2・3号が青森車両センター所属車両で現行と同じ組成編成で運転されていた。2・3号が廃止されたが1・4号で走っていた西日本所属の客車での運行を取り止めて東日本所属の客車を充当させ廃止になるまで運行した。運用状況によっては、オハネ24形・オハネフ24形はオハネ25形・オハネフ25形を使用する場合もあった。
特急化された1968年10月に青森運転所（現：青森車両センター）所属の20系客車を導入したが、湖西線経由になった1975年3月には14系寝台客車に置き換えられた一方で食堂車の連結は廃止された。ここで「日本海」に使用された14系は、長崎県佐世保市の早岐客貨車区所属車が「あかつき」として大阪駅に発着する編成の間合い運用として充当されており、長崎県の客貨車区に所属する車両の定期営業列車が青森駅まで運用される稀有な運転体制となった。しかし「あかつき」と「日本海」のどちらかが遅延・運休するともう一方にも影響することがあった。1978年10月から当該列車は青森運転所の24系客車に変更され、早岐客貨車区所属の14系客車による広域運用は終了した。また、1975年に季節列車として設定されていた1往復（宮原客車区の14系座席車 → 24系25形客車を使用）も定期列車に格上げされた。
1988年の青函トンネル開業により1往復が函館駅までの運転になった際、当列車のアップグレードを目的として食堂車を連結する準備がされ、3両（金沢運転所のサシ489形2両、国鉄清算事業団のサシ481形1両）が用意されていたが、諸般の事情で当面の間は連結しないとされた。食堂車が入る予定の5号車は欠車扱いとなった。前述の3両を種車として鷹取工場でスシ24形に改造、塗色も青20号となって宮原に配属された。しかし用意された食堂車スシ24形は再改造の上「トワイライトエクスプレス」に使用され、復活は実現しなかった。
2010年12月4日の東北新幹線の全線開業に伴い、新青森駅に停車するようになり、繁忙期の編成は12両から10両になった。そのため、オロネ24形が10号車となっていた。
なお、以下の区間ではB寝台を普通車座席として利用できた（寝台券参照）。
- 下り：東能代 → 青森間 …立席特急券で2 - 4号車が利用できる（東能代 - 鷹ノ巣間は2号車のみ）。
- 上り：青森 → 秋田間 …指定席特急券で6号車が利用できる。ただし、寝台の設備（枕・スリッパなど）は利用できない。

2008年3月14日までは、B寝台は、1号の東能代 → 鷹ノ巣間は2号車、鷹ノ巣 → 青森間は2 - 4号車、3号の鶴岡 → 秋田間は3・4号車、秋田 → 青森間は3 - 6号車が立席特急券で、2・4号の青森 → 秋田間は指定席特急券で6号車を座席として利用できた。

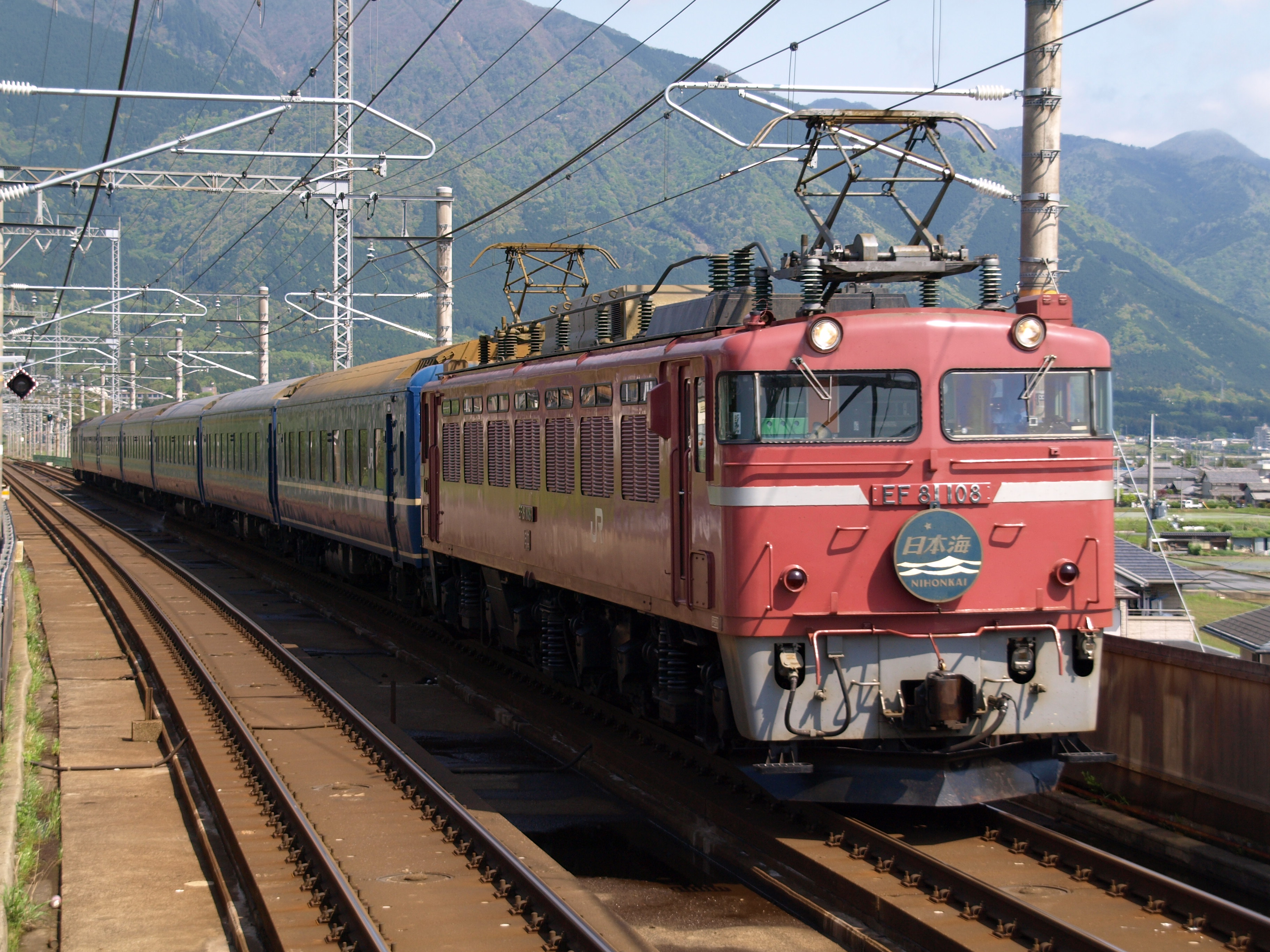
EF81牽引による「日本海」
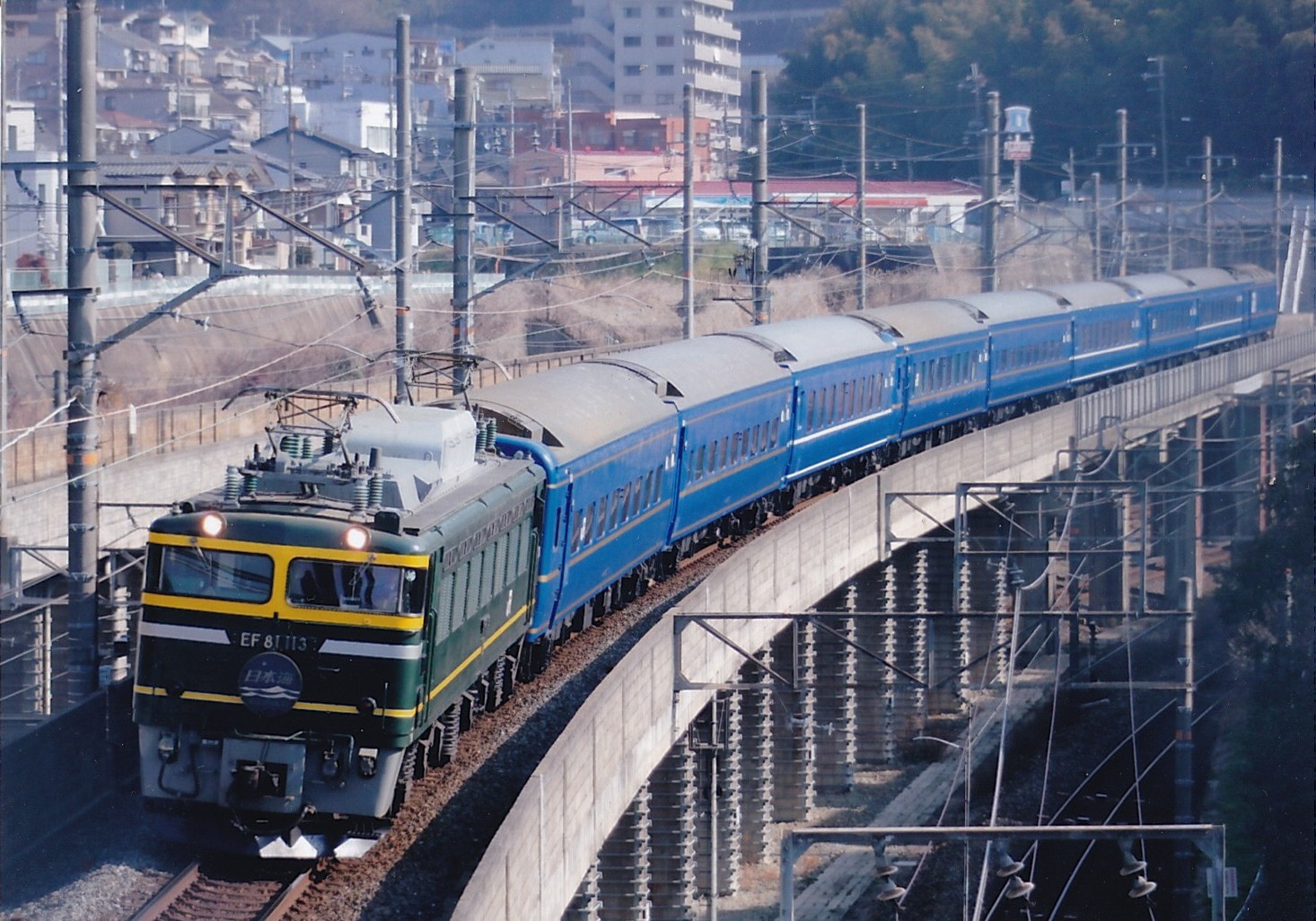
トワイライトエクスプレス塗装のEF81牽引による「日本海」
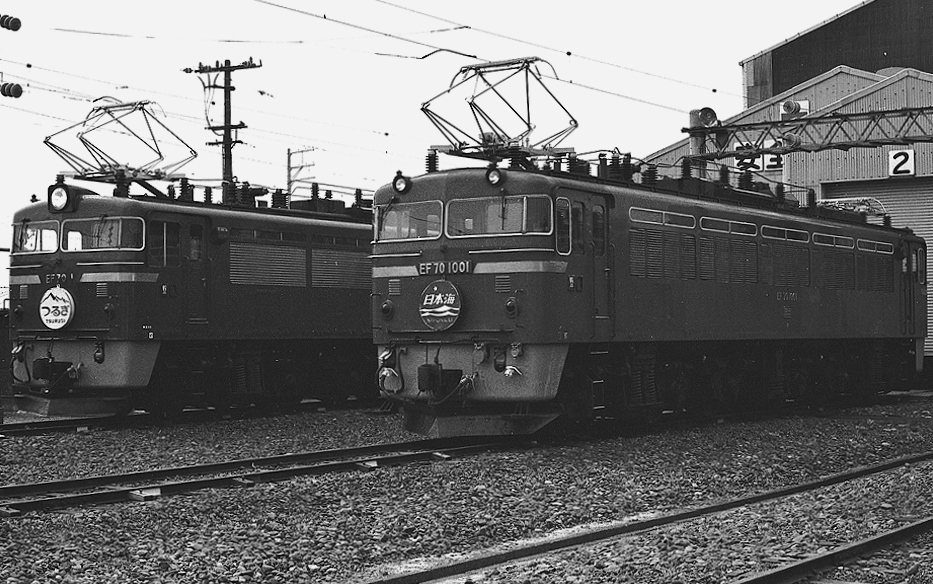
「日本海」を牽引していたEF70
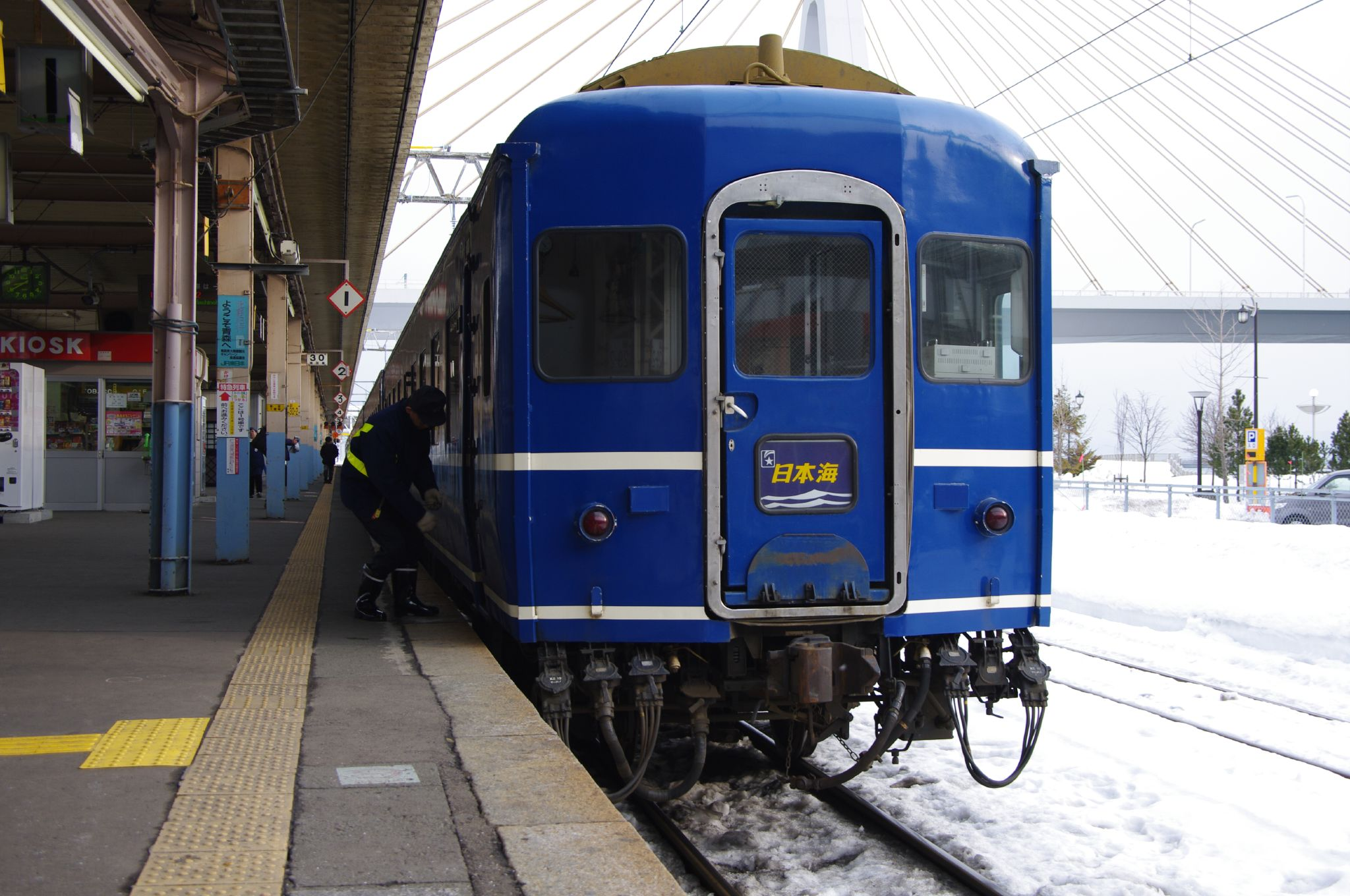
「日本海」に使用される24系
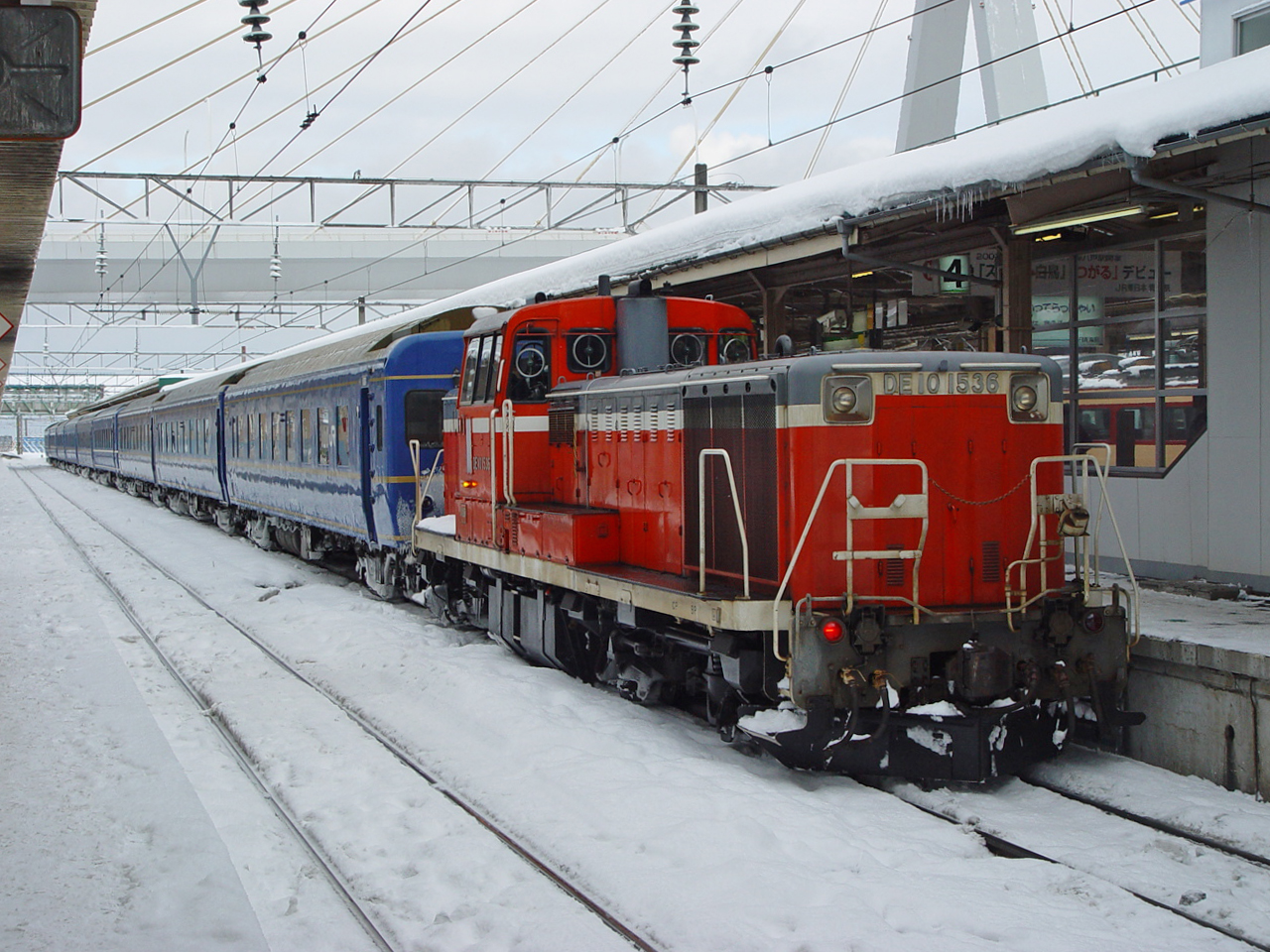
DE10による「日本海」の回送列車入換
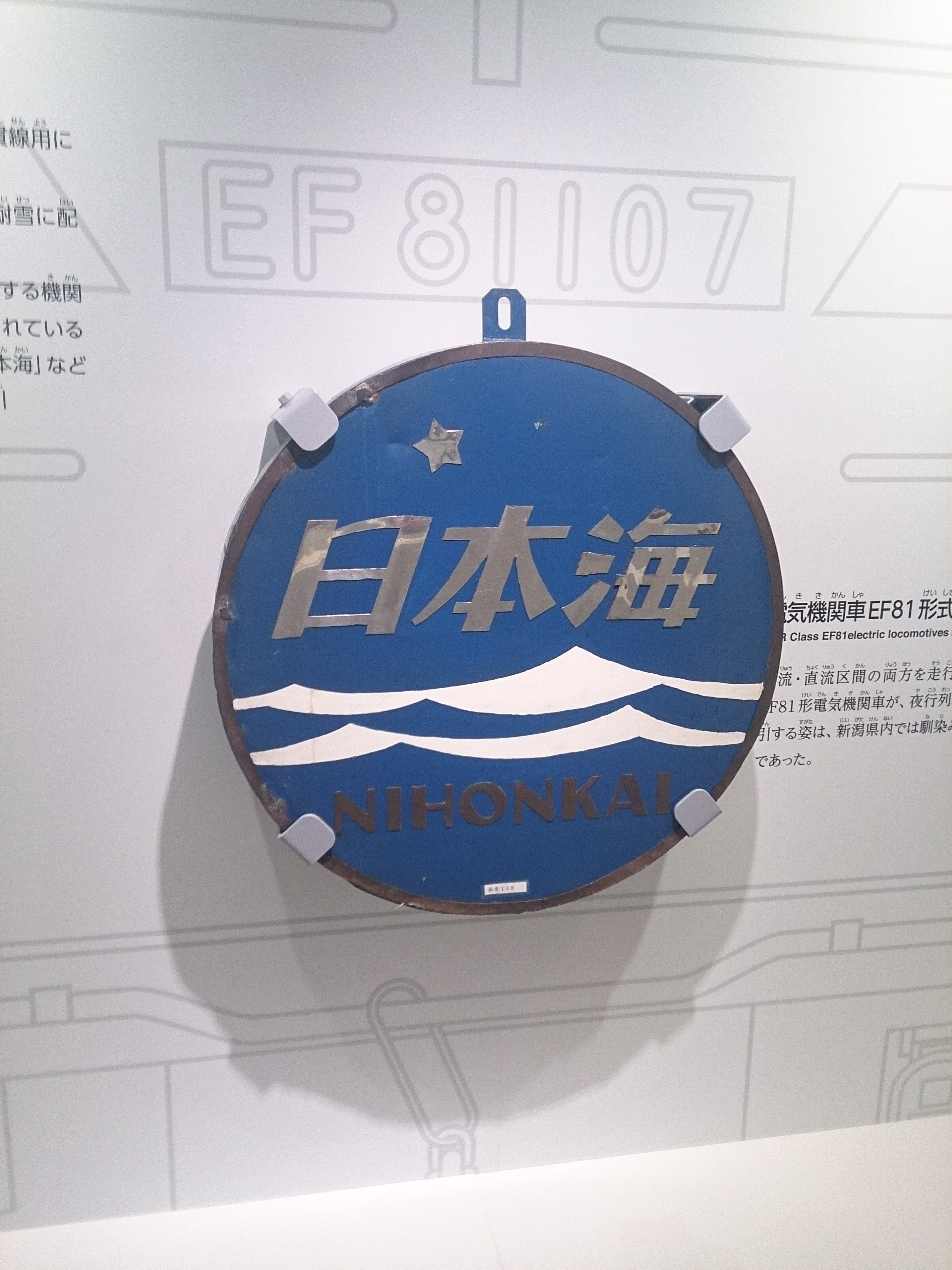
機関車ヘッドマーク
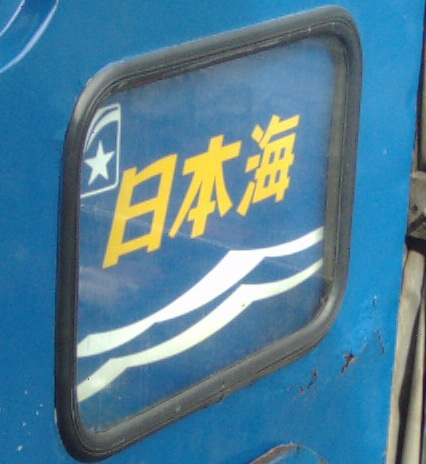
客車テールサイン

## 利用状況
陸上公共交通機関において、京阪神と東北地方を結ぶ夜行バス路線の北限が仙台市（フォレスト号）と山形市（アルカディア号、2022年11月1日運行終了）であったため、公共交通機関を利用した夜間移動では当列車が山形県庄内地方・秋田県・青森県を結ぶ唯一の手段となっていた。団体で修学旅行・甲子園への応援や、就職・受験など学生の利用も多かった。
定期列車時代後期の利用状況は、ほかの夜行列車・寝台列車と同様に利用客が航空機や高速バスへの移行が進んだことや、宿泊料金を低減したホテルが増えたことも影響し、JR西日本によると乗客数はJR発足時の1987年（約530人）と比較して2010年代では約4分の1に減少しており、2010年度の平均乗車人数（1本当たり）は約130人で、平均乗車率は5割程度だった。さらに修学旅行の団体の利用も、少子化による生徒数の減少に加えて、航空機利用に切り替えたり、沖縄や海外を行き先に選ぶ学校が増えるなど多様化したこともあって、晩年は減少傾向にあった。

## 臨時列車

### あおもり

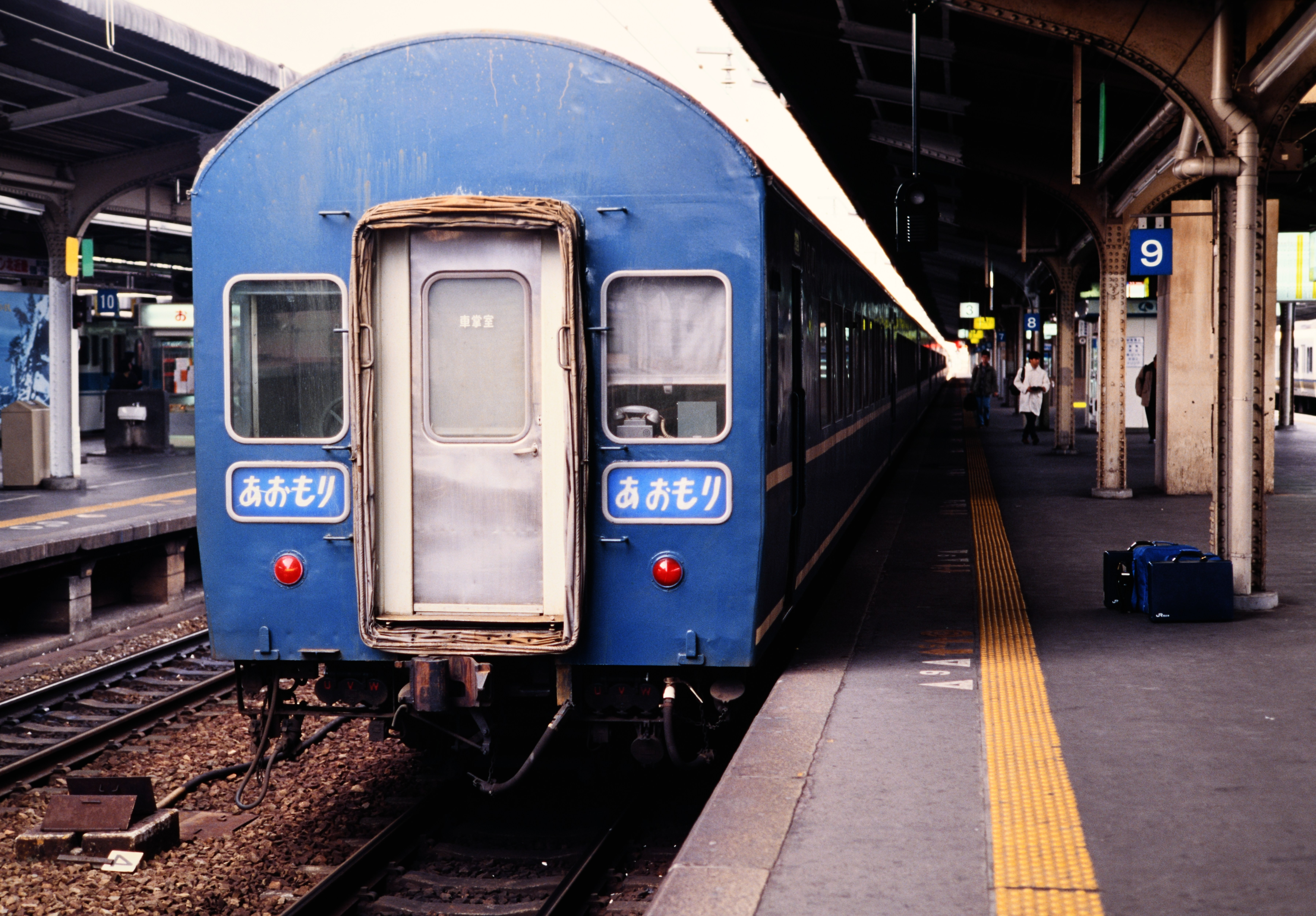
20系 急行「あおもり」
（1994年1月1日 大阪駅）

1988年より20系客車が使用された臨時列車として「日本海」81・82号として設定され、定期列車と同じく大阪 - 青森間で運転されていた。のちに急行列車化されて「あおもり」に改称された。1994年からは583系電車に変更して運転されていたが、2000年以降は夏期のみの運転となり、2008年度を最後に設定がなくなった。

### 東北夏祭り号
青森ねぶた祭りの開催に合わせて運転されていた急行列車。583系電車を使用し、神戸（のちに大阪）発青森行きのみ運転されていた。2007年度を最後に運転されていない。

## 沿革

### 日本海縦貫線全通とその後の展開
- 1924年（大正13年）7月31日：羽越本線の全通により日本海縦貫線が完成し、神戸 - 青森間で急行503・504列車（二等寝台車連結、富山 - 青森間は普通列車）の運転を開始[1]。
- 1926年（大正15年）8月15日：503・504列車は全区間を急行列車化[1]。
- 1929年（昭和4年）9月15日：急行503・504列車の運転区間を大阪 - 青森間に変更[1]。
- 1930年（昭和5年）10月1日：大阪 - 青森間の二・三等急行列車は列車番号を501・502列車（二等寝台車・食堂車連結）に変更、同時に大阪 - 青森間の普通列車として503・504列車（二等寝台車連結）が新設される[25] 。
- 1933年（昭和8年）12月10日：急行501・502列車に三等寝台車を連結[26] 。
- 1934年（昭和9年）12月1日：全国規模でダイヤ改正が行われ、急行501・502列車（二等寝台車・三等寝台車・食堂車連結）、普通503・504列車（二等寝台車連結）はともに発着時刻を大幅に変更[26] 。
- 1938年（昭和13年）：大阪 - 青森間に普通列車1往復（505・506列車、寝台車連結なし）を増発。
- 1941年（昭和16年）7月16日：戦時体制への移行から三等寝台車が使用停止となり、急行501・502列車も三等寝台車を座席車に置き換え[26] 。
- 1943年（昭和18年）2月1日：大阪 - 青森間の急行501・502列車を二等寝台車連結の普通列車に格下げ[26] 、日本海縦貫線の急行列車は廃止となる[1]。

### 戦後急行「日本海」としての運転再開
- 1947年（昭和22年）
  - 7月5日：大阪 - 青森間で急行列車の運転を開始[27]。
  - 12月17日：石炭不足により急行列車が運休[28]。
- 1948年（昭和23年）
  - 4月5日：運休していた急行列車が復活[29]。
  - 4月10日：食堂車連結[30]。
  - 6月28日：福井地震の被害により急行列車運休。
  - 9月15日：急行列車運行再開[31]。
- 1949年（昭和24年）9月15日：急行列車が村上・温海両駅に新たに停車開始[32]。
- 1950年（昭和25年）11月8日：大阪 - 青森間の急行列車を「日本海」と命名[33]。
- 1953年（昭和28年）6月：食堂車連結[34]。
- 1961年（昭和36年）2月9日：羽越本線を走行中の急行「日本海」が崩れた土砂に乗り上げた列車脱線事故（急行「日本海」列車脱線事故）が発生し、C57形蒸気機関車が大破。
- 1968年（昭和43年）8月：名古屋 - 青森間（東海道本線・東北本線経由）で臨時急行「あおもり」の運転を開始。

### 「日本海」ブルートレイン化以降
- 1968年（昭和43年）10月1日：ヨンサントオの改正により、次のように変更[35]。
  1. 大阪 - 青森間で寝台特急「日本海」の運転を開始。当初は青森運転所（現在の青森車両センター）所属の20系客車が用いられた。運転開始時、当時の寝台列車としては短い9両編成（電源車含む）であったが、翌年10月には13両編成に増強された。
  2. 従来の急行「日本海」は「きたぐに」に改称。
- 1969年（昭和44年）12月6日：「日本海」が、北陸トンネル内でカニ21形より列車火災事故（寝台特急日本海北陸トンネル列車火災事故）が発生。
  - 当時の規則では「火災が発生した場合は速やかに停車させなければならない」と規定されていたが、トンネル内・橋梁・住宅密集地での対応は明文化されていなかった。しかし、金沢・新潟の両鉄道管理局では、すでにトンネル内での消火を避ける通達を独自に出していた。この時も機関士が「トンネルを走り抜けてから消火した方が良い」と機転を利かせてトンネルから脱出して消火し、鎮火させたため死傷者は皆無であった。このことから、『大阪車掌区史』（日本国有鉄道大阪車掌区、1983年2月18日発行）では、当時の同区の専務車掌が運転士の好判断を讃え、区長が事故の対応に当たった専務車掌と乗務掛全員の表彰を大阪鉄道管理局長に上伸したという記述があるなど部内では高く評価する声もあった。しかし、当時の国鉄は直ちに規則で明文化をしなかった。その3年後に「きたぐに」で同様の火災事故が発生し、30名の死者を出す惨事となった。「きたぐに」の事故後、トンネルを脱出した「日本海」の機関士の判断が正しかったことが改めて国鉄の実験で証明され[36]、国鉄の規則で明文化された。
これにより、14系寝台客車も自動消火装置が設置されるまでは製造中止。集中電源方式の24系客車が製造となる[37]。
- 1971年（昭和46年）：名古屋 - 秋田間で臨時急行「あきた」の運転を開始。
- 1973年（昭和48年）：東北新幹線・上越新幹線建設に伴い、臨時急行「あおもり」を日本海縦貫線経由に変更。
- 1975年（昭和50年）3月10日：湖西線開業によるダイヤ改正により、次のように変更（1975年3月10日国鉄ダイヤ改正）[38][39]。
  1. 「日本海」を湖西線経由に変更。車両は14系寝台客車（早岐客貨車区）に変更され、食堂車の連結を廃止。
  2. 宮原客車区（現在の網干総合車両所宮原支所）の14系座席車が使用された季節列車として、大阪 - 青森間で「日本海」1往復の運転を開始。「日本海」は2往復になる。
  3. 国鉄業務合理化の一環として「日本海」牽引機関車へのヘッドマーク掲出を取りやめ[40]。
- 1976年（昭和51年）3月15日：季節列車の「日本海1・2号」の使用車両を宮原客車区の24系25形客車に変更[38][41]。
- 1978年（昭和53年）10月2日：季節列車の「日本海」を定期列車に変更。24系客車（2・3号。青森運転所）・24系25形客車（1・4号。宮原客車区）各1往復に変更し[38]、早岐客貨車区所属の14系客車の運用を終了。同時に下り2号を3号、上り1号を2号、上り2号を4号に変更[42]。
- 1980年（昭和55年）10月1日：「あけぼの」2往復の24系化により、「日本海3・2号」の青森運転所オロネ24が抜き取られ、B寝台車のモノクラス化する[42]。
- 1982年（昭和57年）
  - 11月15日：上越新幹線開業に伴うダイヤ改正により、以下のように変更[43]。
    1. 「日本海」のA寝台車の連結を廃止。
    2. 「日本海」の使用車両を24系客車・24系25形客車各1往復から、24系25形客車2往復（2往復とも宮原客車区）に変更[44]。
    3. 同じ区間を走る急行列車「きたぐに」が大阪 - 新潟間の運転に変更されたため、大阪 - 青森間を運転する唯一の夜行列車になる。
- 1984年（昭和59年）2月1日：「日本海」2・3号が青森運転所の24系25形客車に再変更[45][46]。
- 1985年（昭和60年）3月14日：「日本海」牽引機関車へのヘッドマーク掲出を再開。
- 1986年（昭和61年）
  - 月日不明：名古屋 - 青森間の臨時急行「あおもり」が廃止された。
  - 11月1日：速達化、効率化に伴うダイヤ改正により秋田 - 青森間のED75形使用を廃止。これにより、大阪 ‐ 青森間をEF81形が通しで牽引することになる。
- 1987年（昭和62年）4月1日：国鉄分割民営化に伴い、「日本海」1・2号をJR西日本が、「日本海」3・4号をJR東日本がそれぞれ客車の管轄をする共同運行列車となる[47]。

### 青函トンネル開業以降

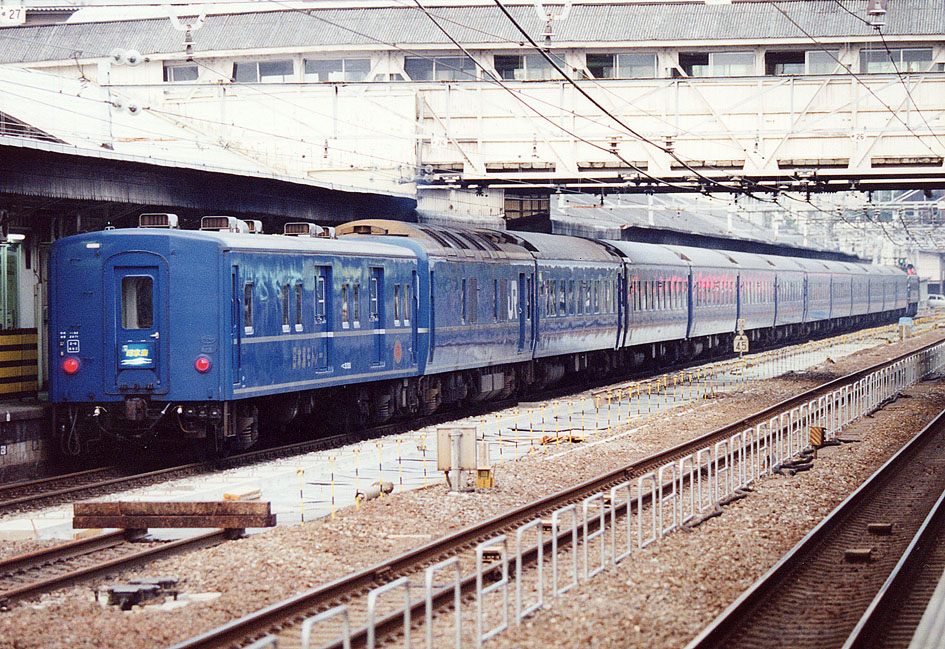
「日本海モトとレール」（1992年 京都駅）

- 1988年（昭和63年）3月13日：青函トンネル開業によるダイヤ改正のため、次のように変更[48]。
  - 「日本海」2号と4号の客車の管轄会社を入れ替え。
  - 「日本海」1・4号を大阪 - 函館間の運転に変更。
この際、函館行きの初列車はトンネル開業の前日（3月12日）に大阪駅を出発という設定となったため、トンネル開業当日から運転開始とした「北斗星」に先駆け、営業運転で青函トンネルを通過した最初の寝台特急[49] になった。
  - 「日本海」3・2号に開放式A寝台車が連結される。
  - 夏季期間中のみ「日本海」1・4号にマニ50形荷物車を連結し「日本海モトとレール」として、オートバイ搬送を実施[50]。
- 1989年（平成元年）7月21日：大阪 - 札幌間で「トワイライトエクスプレス」の運転を開始。北海道内は渡島支庁内無停車で、胆振支庁・石狩支庁のみに停車。当初は団体専用列車としての運転だったが、同年12月21日から臨時列車扱いに変更される[51]。
- 1990年（平成2年）
  - 9月1日：ダイヤ改正により3・2号の編成が方転され、青森方に電源車が連結されるようになった。
これは共通運用である「あけぼの」「鳥海」「出羽」の上野駅騒音対策のための措置[52][53]。
  - 12月：大阪 - 青森間で臨時急行「あおもり」の運転を開始。20系客車を使用。
- 1994年（平成6年）春：20系客車の老朽化に伴い、臨時急行「あおもり」の使用車両を583系電車に変更。東北方面で20系客車を使用していた最後の営業列車であった。
- 1998年（平成10年）
  - 8月22日：「日本海」1・4号の「日本海モトとレール」を終了。
  - 12月1日：「日本海」1・4号にA個室「シングルデラックス」連結開始。285系投入による寝台特急「瀬戸」の電車化に伴う余剰車が使用された[54]。
- 2004年（平成16年）
  - 10月23日 - 11月28日：新潟県中越地震の影響により全列車・全区間運休[55]。
  - 11月29日：「日本海」1・4号のみ運転再開。長岡 - 柏崎間は徐行運転を行い、「日本海」2・3号は引き続き運休[56]。
  - 12月13日：「日本海」2・3号も運転再開。ただし、長岡 - 柏崎間は徐行運転を行う[57]。
- 2005年（平成17年）12月25日 - 2006年（平成18年）1月18日：羽越本線脱線事故の影響により、全列車・全区間運休[58]。
- 2006年（平成18年）
  - 3月18日：「日本海」1・4号の運転区間が大阪 - 青森間に短縮[54][59][60]。
  - 7月13日 - 8月8日：羽越本線小岩川 - あつみ温泉間の土砂崩れにより全列車・全区間運休。
- 2007年（平成19年）
  - この年、臨時急行「東北夏祭り号」の設定がなくなる。
  - 7月16日 - 9月12日：新潟県中越沖地震の影響により全列車・全区間運休[61]。臨時急行「あおもり」も運休。
- 2008年（平成20年）3月15日：利用客の減少に伴い「日本海」2・3号が廃止され、1往復になる[62]。運行は1・4号の時刻で運行になるもそれまでその運行に充当されていた西日本所属の客車を廃止し、2・3号の運用だった青森車両センター所属車両を継続して使用となった[63]。これに伴い同日のダイヤ改正で同じ寝台特急の「なは」と「あかつき」の2列車と寝台急行「銀河」も廃止されたため、寝台の冠が付く列車で「ブルートレイン」の客車で西日本所属の車両は全て姿を消した。
- 2009年（平成21年）：2000年代に入ってから夏季のみの運転となっていた臨時急行「あおもり」の運転がなくなる。
- 2010年（平成22年）12月4日：東北新幹線八戸 - 新青森間開業に伴うダイヤ改正で、新たに新青森駅にも停車するようになる。
- 2011年（平成23年）3月11日 - 3月17日：東北地方太平洋沖地震（東日本大震災）の影響により全区間運休[64]。
- 2012年（平成24年）
  - 3月17日：ダイヤ改正で定期運行を終了。多客期の臨時列車扱いとなる[65]。
  - 4月26日：臨時運転される[66]。同時に、新青森駅は通過となる。
  - 8月9日：夏季の臨時運行される[67]。
- 2013年（平成25年）
  - 1月6日：2012年 - 2013年冬期の臨時運行が成された[10][68]。なお、3月以降は当列車の設定はなされていない[8][9]。

## ブルートレイン日本海（列車ホテル）
2013年（平成25年）11月14日に、2014年夏に開業予定の列車ホテル用途として、JR東日本が当列車に使用していた寝台車3両かつて「日本海」や「あけぼの」で使用されていたA寝台1両（オロネ24 5）とB寝台2両（オハネ25 151+オハネフ25 121） を青森車両センターから輸送・購入し、特定非営利活動法人 (NPO) から岩手県岩泉町に寄贈することが報道される。
2014年（平成26年）7月20日 - 7月27日にかけて、ふれあいらんど岩泉のブルートレイン日本海のプレオープニングイベントとして、盛岡駅ビルFezan1階の出会いの広場において「鉄道画家・鈴木周作とブルートレイン日本海展」および、列車内部一般公開とともに「コミックいわて展」が開催された。
同年7月28日にブルートレイン日本海オープニングセレモニー開催。オープンとなる。そのオープンは鉄道友の会機関紙「RAILFAN 10月号」（9月30日発行）と、『池口英司「岩手「ふれあいらんど岩泉」24系寝台車を使用した宿泊施設「ブルートレイン日本海」誕生」『鉄道ファン』2014年10月号、交友社、2014年、142-143頁。』の8月21日発売号にブルートレイン日本海の記事で紹介された。また、2015年3月現在でも維持のために応援募金を募っている。
また、2016年9月以降は台風10号の被災により、ふれあいらんど岩泉が復興のボランティア拠点になっている関係もあり、施設全体が当面は休業となっていたが、2017年3月14日に営業を再開した。ただし2024年度は施設全面リニューアルのため休園。